# Championnats de France de triathlon 2006
Navigation
Édition suivante
Cet article présente les résultats du Championnats de France de triathlon 2006, qui a eu lieu à Rennes le dimanche 21 mai 2006.

## Championnat de France de triathlon courte distance

### Résultats

#### Hommes
|        | Triathlète         | Temps           |
| ------ | ------------------ | --------------- |
| Or     | Frédéric Belaubre  | 1 h 54 min 44 s |
| Argent | Stéphane Poulat    | 1 h 55 min 40 s |
| Bronze | Stéphan Bignet     | 1 h 56 min 12 s |
| 4      | Samuel Pierreclaud | 1 h 56 min 26 s |
| 5      | Cédric Fleureton   | 1 h 56 min 37 s |
| 6      | Laurent Vidal      | 1 h 56 min 39 s |

#### Femmes
|        | Triathlète         | Temps           |
| ------ | ------------------ | --------------- |
| Or     | Carole Péon        | 2 h 07 min 28 s |
| Argent | Marion Lorblanchet | 2 h 08 min 51 s |
| Bronze | Delphine Pelletier | 2 h 09 min 11 s |
| 4      | Virginie Jouve     | 2 h 09 min 41 s |
| 5      | Delphine Py-Bilot  | 2 h 09 min 59 s |

Jessica Harrison a fini 1re de la course féminine en 2 h 06 min 44 s, mais n'a pas empoché le titre national dû à un retard administratif dans sa procédure de naturalisation.